# Diaea tongatabuensis
Diaea tongatabuensis es una especie de araña cangrejo del género Diaea, familia Thomisidae. Fue descrita científicamente por Strand en 1913.

## Distribución
Esta especie se encuentra en Polinesia.